# Крик (картина Мунка)
«Крик», або «Зойк» (норв. Skrik; створено, разом з версіями, у 1893-1910 роки) — назва декількох експресіоністських полотен і відбитків норвезького художника Едварда Мунка, що зображують агонізуючу від жаху постать людини на тлі криваво-червоного неба. Тлом для твору є пейзаж фіорду Осло, що відкривається з пагорбу Екеберг (Ekeberg) в Кристіанії, Норвегія.
Едвард Мунк створив декілька версій «Крику» у різних техніках. Музей Мунка володіє однією з мальованих версій (1910, див. галерею) та однією пастеллю. У Національній галереї в Осло міститься інша мальована версія (власне початкова, 1893, основне зображення статті). Четверта версія, виконана пастеллю, належить норвезькому мільйонеру Петтеру Олсену (Petter Olsen). Мунк також створив літографію картини (1895, див. галерею)
«Крик» ставав мішенню декількох професійних і добре підготовлених викрадень. Так, у 1994 році версію з Національної галереї було викрадено. За декілька місяців твір мистецтва було повернуто. А у 2004 році Крик і Мадонну пензля Мунка викрали з Музею Мунка. Обидві картини були повернуті в 2006 році. Вони зазнали незначних ушкоджень і були повернуті до експозиції в травні 2008 року після здійснення реставраційних робіт.

## Крадіжки

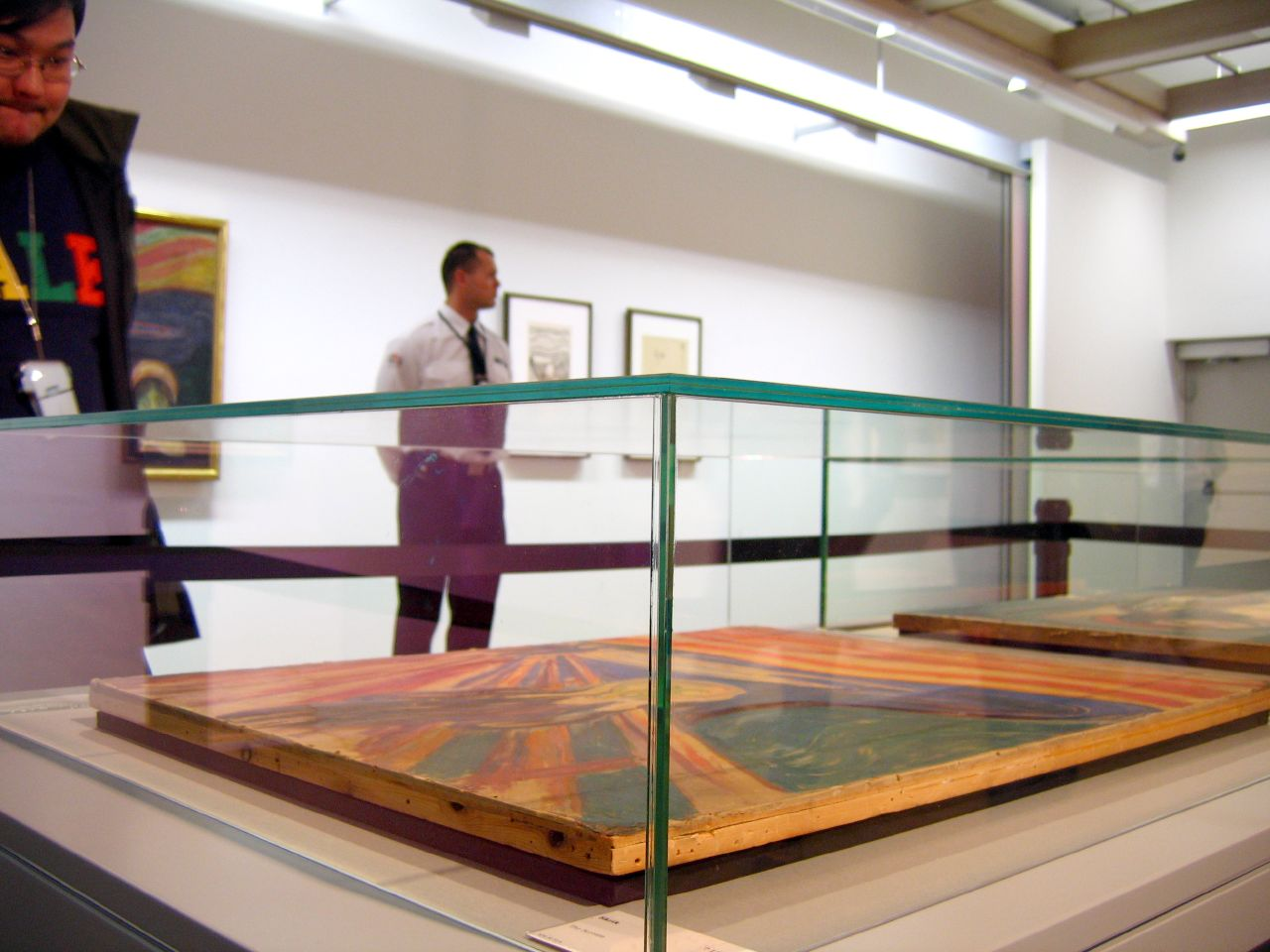
Ушкоджений «Крик» на виставці в Музеї Мунка 30 вересня 2006 року

## Галерея

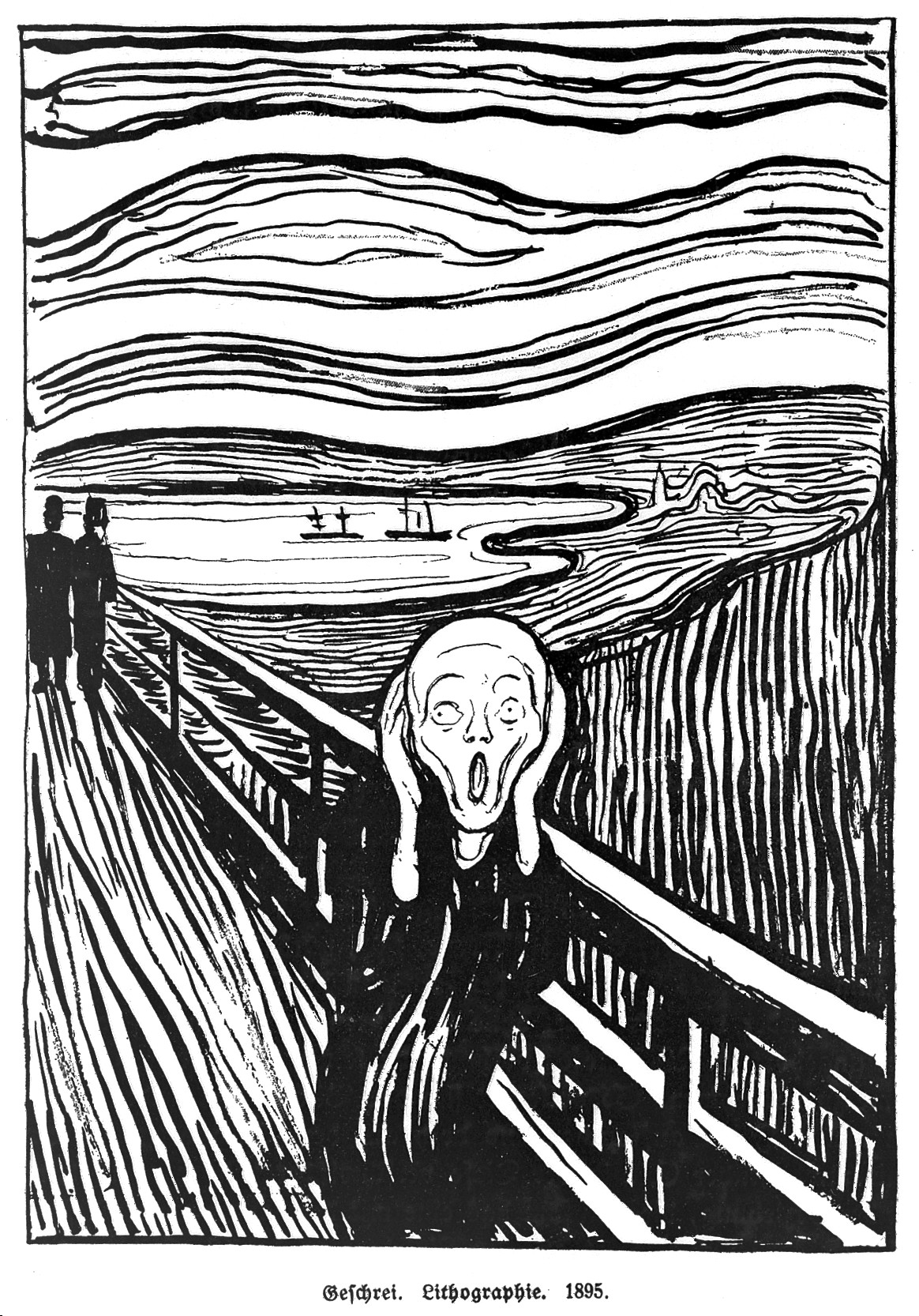
Мунк зробив з «Крику» літографію в 1895 році
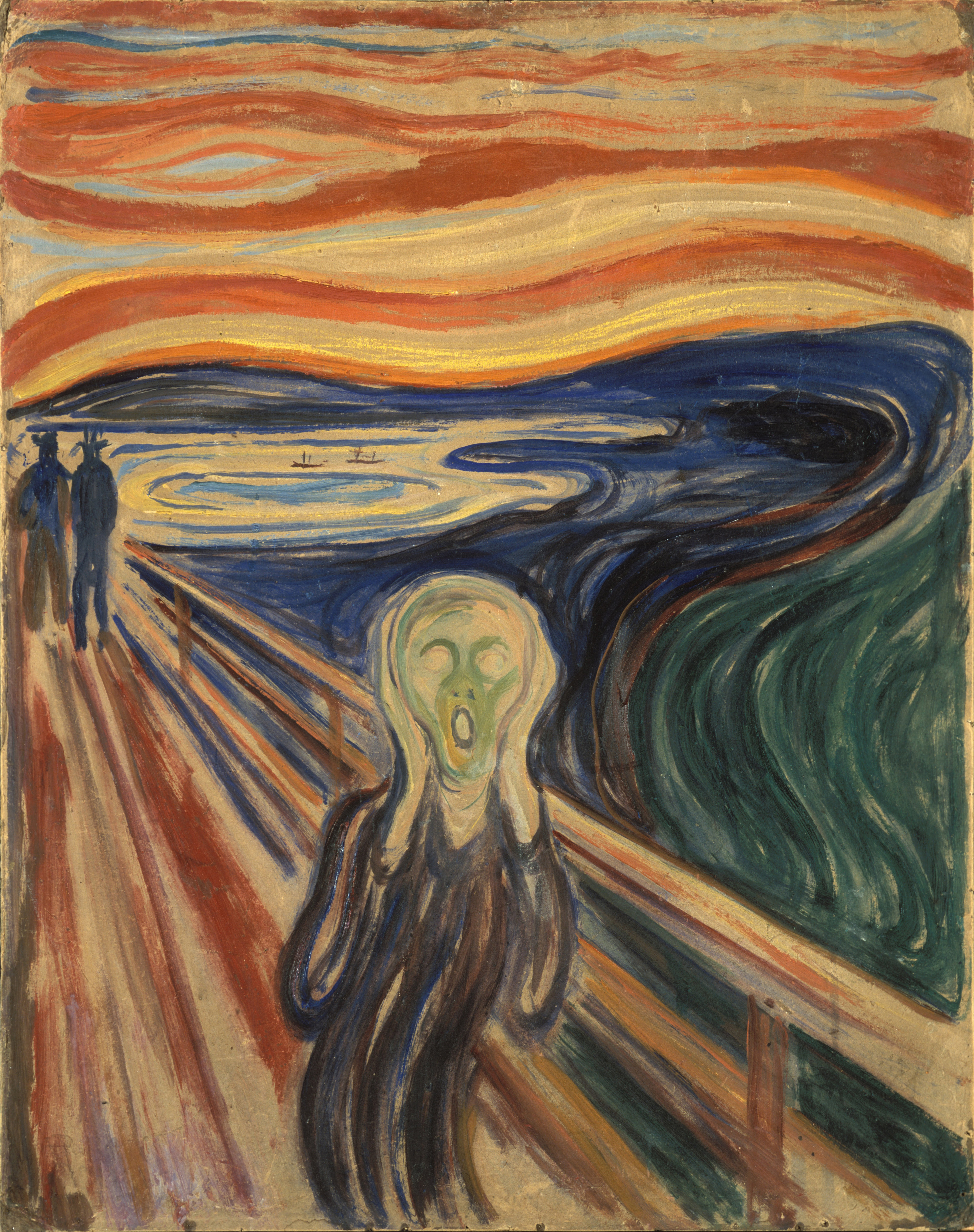
Саме цю версію картини, виконану в 1910 році в темпері на дошці, було викрадено із Музею Мунка у 2004 році і повернуто в 2006 році
Обкладинка українського часопису зарубіжної перекладної літератури «Всесвіт» (№ 5-6 за 2007 рік) з картиною Е.Мунка «Крик»